# Odyneropsis brasiliensis
Odyneropsis brasiliensis är en biart som först beskrevs av Heinrich Friese 1906.  Odyneropsis brasiliensis ingår i släktet Odyneropsis och familjen långtungebin. Inga underarter finns listade i Catalogue of Life.